# Adam Hansen
Adam Hansen (ur. 11 maja 1981 w Southport) – australijski kolarz szosowy, zawodnik drużyny UCI WorldTeams Lotto Soudal.

## Najważniejsze osiągnięcia
2006
- 1. miejsce w Grand Prix Bradlo
- 2. miejsce w Giro del Mendrisiotto
- 2. miejsce w mistrzostwach Australii (start wspólny)

2008
- 1. miejsce w mistrzostwach Australii (jazda ind. na czas)
- 2. miejsce w mistrzostwach Australii (start wspólny)
- 2. miejsce w Hel van het Mergelland

2009
- 3. miejsce w mistrzostwach Australii (start wspólny)

2010
- 1. miejsce w Ster Elektrotoer
  - 1. miejsce na 4. etapie

2013
- 1. miejsce na 7. etapie Giro d'Italia

2014
- 9. miejsce w Tour Down Under
  -  1. miejsce w klasyfikacji górskiej
- 1. miejsce na 19. etapie Vuelta a España

## Starty w Wielkich Tourach
| Grand Tour | 2007 | 2008 | 2009 | 2010 | 2011 | 2012 | 2013 | 2014 | 2015 | 2016 | 2017 |
| ---------- | ---- | ---- | ---- | ---- | ---- | ---- | ---- | ---- | ---- | ---- | ---- |
| Giro       | DNS  | 108  | -    | DNF  | -    | 94   | 72   | 73   | 77   | 68   | 93   |
| Tour       | -    | 106  | -    | DNS  | -    | 81   | 72   | 64   | 114  | 100  | 113  |
| Vuelta     | 88   | -    | 94   | -    | 128  | 123  | 60   | 53   | 55   | 110  | 95   |